# Loura (Indonésie)
Pour les articles homonymes, voir Loura.

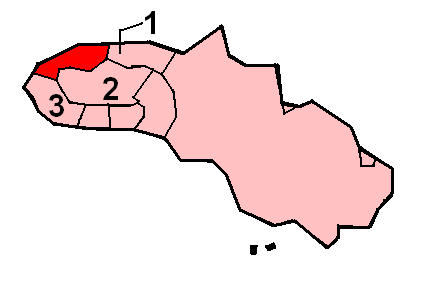
Localisation de Loura dans l'île de Sumba

Loura est un kecamatan d'Indonésie dans le kabupaten de Sumba du Sud-Ouest dans la province de Nusa Tenggara oriental.